# William Sinkford
William Sinkford (* 1946 in San Francisco) ist ein Pastor der Unitarian Universalist Association (UUA) und war von 2001 bis 2009 der siebte gewählte Präsident der UUA. Sinkford lebt in Boston, Massachusetts. Er ist verheiratet und hat zwei Kinder.
Sinkford besuchte die Harvard University, wo er mit cum Laude 1968 sein Theologiestudium abschloss. 1995 erhielt er den M. Div. von der Starr King School for the Ministry. 2002 erhielt Sinkford von der Tufts University den Doctor of Humanae Letters, Honoris Causa.
2009 wurde Peter Morales als Nachfolger von Sinkford im Amt des Präsidenten der UUA gewählt.